# Самошкино
Самошкино — деревня сельского поселения Волковское Рузского района Московской области. Численность постоянно проживающего населения — 5 человек на 2006 год. До 2006 года Самошкино входило в состав Покровского сельского округа.
Деревня расположена на севере района, примерно в 20 километрах севернее Рузы, на безымянном ручье бассейна реки Хабня (приток Озерны). Ближайший населённый пункт — деревня Немирово — в 1 км на северо-запад, высота центра над уровнем моря 267 м.